# Salle hybride

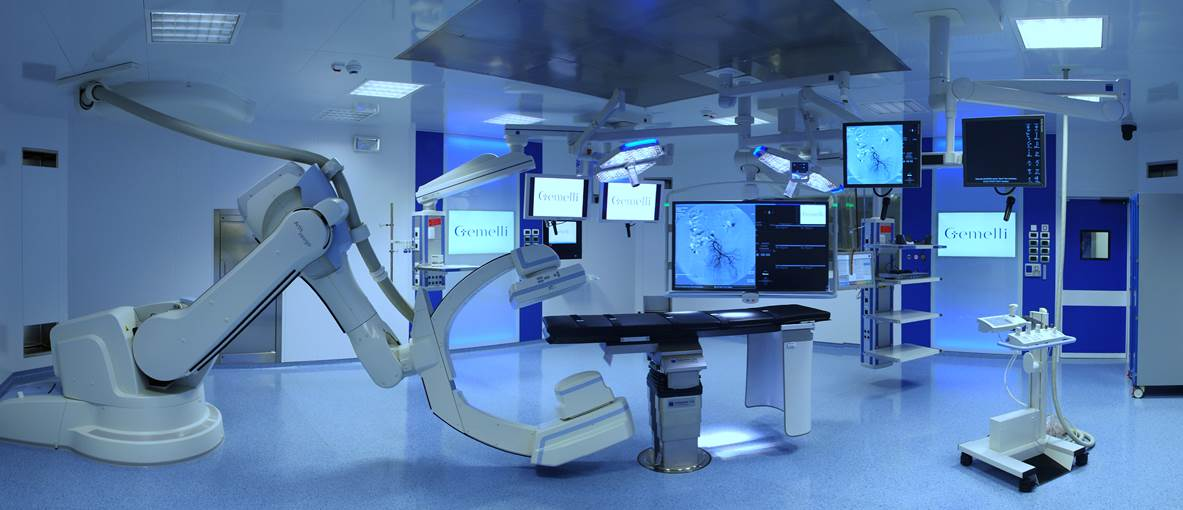
Salle hybride pour la chirurgie cardio-vasculaires à l'Hôpital Gemelli de Rome.

 (octobre 2012).
 (novembre 2012).
Sa qualité peut être largement améliorée en utilisant un vocabulaire plus directement compréhensible.
Une salle hybride est une salle d’intervention qui associe les caractéristiques d’une salle d’opération classique de chirurgie cardiaque à celle d’une salle de cardiologie interventionnelle (angiographie).[C'est-à-dire ?]Cette combinaison permet d'effectuer de la chirurgie mini-invasive sous imagerie 2D et 3D. Une définition plus large inclurait des blocs opératoires équipés avec un système TDM (tomodensitométrie) ou IRM.

## Applications cliniques
Une large gamme de spécialités cliniques peut bénéficier des avantages d'une salle hybride. C'est parce que l'imagerie :
- permet d'effectuer des interventions moins traumatiques avec des incisions plus petites,
- offre une vue augmentée en 3D là où on bénéficie seulement d'une vue 2D[Laquelle ?] pendant une intervention ouverte,
- avec des applications avancées donne des informations supplémentaires, comme la fonction[incompréhensible]
- offre de guidage pendant des interventions complexes[incompréhensible]
- donne confiance après vérifier le succès de l'intervention avec un angiogramme 3D final[incompréhensible]

### Chirurgie cardiaque
L'application la plus fréquente en chirurgie cardiaque est l'implantation de bioprothèses valvulaires aortiques ou mitrales par voie artérielle transcutanée, par voie transapicale ou par voie sous clavière. La position de la bioprothèse est un point de vigilance important avant et après son déploiement sur la valve native. Elle est vérifiée par imagerie. Si la prothèse est placée trop bas ou trop haut, elle peut se désolidariser de l'anneau aortique ou mitrale et migrer en intra-cardiaque ou dans l'aorte ou bien obturer les sinus coronariens et provoquer un infarctus du myocarde massif. Si elle n'est pas bien axée ou si des calcifications l'empêchent de bien adhérer à l'anneau sur toute sa surface, il peut exister des fuites para-prothétiques plus ou moins importantes qui maintiennent une fuite valvulaire et diminuent le bénéfice de l'intervention.[évasif].
Pour faciliter un placement précis, les vendeurs des systèmes d'angiographie ont développé des applications support [non neutre]. Ces applications offrent un guidage basé sur un image 3D et une segmentation de l'aorte dans laquelle les ostiums coronariens et le plein de la valve sont marqués. Ces points de guidage peuvent être superposés sur la fluoroscopie live pendant l'implantation,.
Une autre application fréquente est un angiogramme 3D en fin d'une revascularisation ou bipasse pour vérifier le succès.

### Chirurgie vasculaire
En chirurgie vasculaire, il y a un problème similaire auplacement de bioprothèses valvulaires, c'est le placement des endoprothèses complexes pour le traitement des anévrismes aortiques abdominaux sous-renaux. Ces endoprothèses ont des fenestrations afin de ne pas bloquer le flux sanguin dans la voie les artères rénales avec la prothèse. Il faut tourner la prothèse précisément pour exactement superposer ces fenestrations sur les ostiums rénaux. Aussi là, une image volumique superposée sur la fluoroscopie et actualiser avec la rotation de l'arceau supporte le placement. Le guidage offert par une image volumique peropérationnelle est supérieure à une image peropérationnelle (TDM, IRM), parce que l'anatomie et la position du patient changent considérablement entre l'image préopérationnelle et la procédure,.

### Neurochirurgie
La neurochirurgie s'occupe des pathologies de cerveau et des pathologies de la colonne vertébrale en ce qui concerne le système neurologique.

#### Spondylodèse
Pendant une intervention de spondylodèse, on a besoin d'imagerie à répétition.

### Chirurgie orthopédique
Une procédure fréquente en chirurgie orthopédique est le placement de vis pour traiter une fracture (par exemple une fracture de pelvis) ou pour stabiliser la colonne vertébrale. Cette dernière correspond à la procédure décrite en section neurochirurgie. En général, pour placer des vis, on utilise souvent un système de navigation (par exemple un système de navigation chirurgicale de Medtronic ou CURVE de BRAINLAB), que permet le guidage pour le placement sans radiation parce que les instruments et les implants sont localisés de façon électromagnétique. Au début de la procédure, il faut malgré tout enregistrer l'anatomie avec le système de navigation. À cette fin, une intégration avec le système d'angiographie est secourable.

### Chirurgie rénale
En urologie, la salle hybride a pu permettre de réaliser des néphrectomies partielles cœlioscopiques après embolisation hyper-sélective tumorale pour la prise en charge du cancer du rein localisé. Ceci a permis un abord mini-invasif sans clamper la vascularisation de l'ensemble du rein et sans pour autant avoir de saignement per-opératoire significatif.

## Planning d'une salle hybride

### Considérations légales
Dans beaucoup des pays, il y a des régulations légales pour la conception d'une salle hybride. En France, il y a un arrêté du ministère des Affaires sociales et de la Santé du 10 juillet 2012 qui réglemente les critères à accomplir d'une salle hybride cardiaque approuvés pour l'acte de pose de bioprothèse valvulaires aortiques .
1. L'établissement de santé doit avoir une autorisation d'activité de chirurgie cardiaque et une autorisation d'activité interventionnelle sous imagerie médicale, par voie endovasculaire, en cardiologie.
2. La salle hybride doit avoir des caractéristiques techniques permettant de réaliser indifféremment des actes de chirurgie cardiaque ou de cardiologie interventionnelle:
  1. traitement de l'air conforme à celui d'un bloc opératoire
  2. qualité d'imagerie optimale (analogue à celle d'une salle de cathétérisme cardiaque)
  3. caractéristique d'une site anesthésie
  4. membrane d'oxygénation extracorporelle (MOEC)
  5. s'il ne s'agit pas d'une salle hybride mais d'une salle de cathétérisme cardiaque, il faut que la salle soit quand même équipée comme un bloc opératoire de chirurgie cardio-vasculaire en termes d'asepsie et d'anesthésie.
3. L'équipe implique au moins un cardiologue interventionnel, un chirurgien cardio-vasculaire et thoracique, un anesthésiste-réanimateur formé à la chirurgie cardiaque, un infirmier anesthésiste et un cardiologue échographiste.

Pour les voies artérielles transcutanées (sous-clavière et fémorale) on a besoin d'un chirurgien vasculaire.
Autres articles concernent la formation de l'équipe et le nombre des procédures nécessaire pour garder l'autorisation.
En même temps, il n'est pas obligatoire d'avoir une autorisation d'activité interventionnelle sous imagerie médicale si on effectue des procédures hybrides des autres spécialités chirurgicales, comme la chirurgie thoracique, orthopédique ou abdominale.

### Considérations techniques

#### Choix de système d'imagerie
Le choix du système d'imagerie dépend :
- du mode d'installation préférée : En général, on a le choix entre des systèmes mobiles ou fixes. Pour les systèmes fixes, on a le choix entre des systèmes monoplanes, installés au sol ou au plafond, et des systèmes biplanes, avec un arceau au plafond et un arceau au sol. Les systèmes mobiles ont l'avantage qu'ils peuvent être utilisés pour plusieurs salles, mais les capacités du hardware, d'imagerie 3D et du software sont très limitées comparativement au système fixe. Des systèmes biplanes prennent beaucoup d'espace au bloc opératoire et autour sont seulement installés aux salles de neurochirurgie ou salles utilisé aussi de la cardiologie pédiatrique, où les avantages de deux planes dominent. Donc, le choix pour une salle hybride consacrée aux procédures complexes d'autres spécialités cliniques est entre un système au plafond ou un système au sol. Pour choisir, il faut penser à la couverture du patient, à l'accès au patient pour toute l’équipe, à la taille de la salle, aux exigences hygiéniques et à la flexibilité de manœuvre du système;
- des exigences en hardware: les systèmes disponibles se différencient du détecteur (image intensifiée vs. flat detector) et du tube (capacité, technologie émetteur);
- des besoins en imagerie 3D ;
- des exigences en software ;
- des environs de la salle.

#### Table d'opération
Pour une salle hybride, il faut avoir une table radiotransparente. Les composants métalliques entravent la qualité d'images. Pour la chirurgie cardiaque et vasculaire, une table flottante est avantageuse pour suivre le flux du produit contraste. Pour d'autres spécialités, il est important d'avoir une table cassable pour le positionnement du patient. Par exemple, pour la neurochirurgie, on choisit souvent une position assise. Dans une salle hybride, il est important d'avoir une table intégrée avec le système d'angiographie pour le positionnement du système d'imagerie. C'est l'intégration disponible avec une table d'angiographie (radiotransparente, flottable) et avec quelques tables opératoire (radiotransparente, cassable).

#### Équipement au plafond
Dans un bloc opératoire, il y a une grande gamme d’équipement installée au plafond, comme des écrans, des lampes, des caméras et des booms pour l’équipement d'anesthésie. Tout cet équipement doit être très proche de la table opératoire, donc du chirurgien, mais quand même pas interfèrent avec le flux laminaire unidirectionnel (en France: conditions ISO 5). Aussi, il faut coordonner la position de ces équipements avec la direction de mouvement du système angiographie et la hauteur du plafond nécessaire.

#### Électricité et ventilation

##### Électricité
Pendant une procédure, une situation de coupure peut être très dangereuse pour le patient. C'est pourquoi dans les salles hybrides, comme dans les salles interventionnelles, il faut installer un système qui ne supporte pas de coupure. Ainsi, on a besoin d'une fourniture de courant secourue.

##### Ventilation hygiénique
Pour la ventilation, à la différence d'une salle d'angiographie classique (radiologie interventionnelle, cardiologie interventionnelle) dans un bloc opératoire, ainsi dans une salle hybride, il faut faire attention aux conditions d'asepsie. Une mesure fréquente (et obligatoire dans quelques pays) est le flux unidirectionnel.
Un flux constant d'air sain du plafond accule l'air contaminé au sol loin du patient et de la région opératoire. C'est encore plus important pour la chirurgie orthopédique, parce qu'ici un traitement préventif d'antibiotique n'aide pas l’asepsie.

#### Taille de salle et location
La taille de salle nécessaire pour une salle hybride est un challenge pour beaucoup d'établissements. Alors qu'un bloc opératoire normalement a une taille de 30-40 m2, une salle hybride demande 70 m2 au mois (inclusif espace contrôle, exclusif d'espace préparatoire et d'espace technique). Ce n'est pas seulement à cause du système angiographique mais aussi parce que l'équipe qui travaille dans une salle comme ça est augmentée: dépendant de la spécialité, il y a 8 à 20 personnes inclusif de chirurgien, anesthésiste, radiologiste/cardiologue, infirmières, ingénieurs biomédicaux et peut-être personnel support des entreprises d'implants. D'ailleurs, une préparation spéciale est nécessaire avec radioprotection et renforcement du sol et/ou du plafond pour le poids additionnel du système d'angiographie (approx. 650-1 800 kg).
La location d'une salle hybride est la plupart du temps près d'autres blocs opératoires, en prêtant attention au workflow. Seulement pour la chirurgie cardiaque et la chirurgie vasculaire, on pourrait penser à la poser proche des salles de la cardiologie / radiologie interventionnelle, parce que le personnel technique qui s'occupe du équipement se trouve dans ce vantail.
Dans quelques pays, par exemple en France, il y a de considérations légales pour la location d'une salle hybride (cf. ci-dessus).

#### Protection contre les radiations
Les rayons X sont des radiations ionisante, potentiellement pernicieuse pour les gens. C'est pourquoi il faut réduire la dose de radiation autant que raisonnablement possible (principe ALARA). Néanmoins, il y a inévitable de la radiation dans les salles interventionnelles et hybride parce qu'il y a une nécessité clinique.
Ainsi, il faut adopter quelques mesures architecturales pour protéger le personnel de la radiation:
- blindage au plomb des parois (2-3 mm)
- verre plombé pour les fenêtres, d'épaisseur équivalente
- des paravents plombés suspendus au plafond de 0,5 mm Pb
- des bavolets plombés à fixer sur la table d'opération, si possible bilatériaux, et de 0,5 mm Pb

En France, les épaisseurs de plomb nécessaires (ou non) dans les parois de la salle doivent être calculés selon les dispositions de la norme NF C15-160 de 2011.

#### Anesthésie
La position préférée de l'anesthésie est au côté face du patient. L'anesthésiste a besoin d'un espace certain pour ses machines et il faut faire attention au conduit pour tubes qui soignent le patient.
L'installation d'un système angiographique près du côté face du patient commande de discuter en avance avec l'anesthésiste et aussi des autres parties prenantes la mise en place d'équipement et la position de personnel pendant la procédure, pour trouver la position optimale pour le système d'angiographie.
Pendant une procédure, les tubes doivent être positionnés de cette façon qu'on puisse faire une angiographie rotationnelle.